# Al-Arabi (Katar)
Al-Arabi (englisch ’Al-Arabi Sports Club, arabisch النادي العربي الرياضي, DMG an-Nādī al-ʿArabī ar-Riyāḍī), auch als ’Al-Arabi Doha bekannt, ist ein Sportclub aus Doha in Katar. Im Club werden verschiedene Sportarten angeboten. Der Verein stellt Mannschaften in der höchsten Fußballliga und in der höchsten Handballliga Katars. Weitere Sportarten im Verein sind Volleyball, Basketball, Tischtennis, Schwimmen, Leichtathletik und Futsal.

## Fußball
Aktuell spielt der Verein in der höchsten Liga des Landes, der Qatar Stars League. Seine Heimspiele trägt der Verein im Grand Hamad Stadion aus. Viele ehemalige Stars und Profifußballer spielten bereits für Al-Arabi. So beendeten hier sowohl Stefan Effenberg als auch Gabriel Batistuta ihre Karriere. Seit der Gründung des Vereins im Jahr 1952 konnte die Meisterschaft siebenmal gewonnen werden.

### Geschichte
Der Verein wurde 1952 gegründet. 1983 konnte der Klub erstmals in der Vereinsgeschichte die nationale Liga gewinnen. Zwei Jahre darauf wiederholte man diesen Erfolg, indem man in der sieben Teams umfassenden Liga nach Hin- und Rückspiel ungeschlagen blieb und sich fünf Punkte auf Verfolger Qatar SC herausspielte.
Die Glanzzeit des Vereins waren die 1990er Jahre, als von 1991 bis 1997 fünf Meisterschaften gewonnen werden konnten. Zudem erreichte der Verein in der Saison 1993/94 das Halbfinale des Pokals der Pokalsieger Asiens und ein Jahr später gar das Finale der AFC Champions League. 2001 wurde al-Arabi das letzte Mal Vizemeister. Seither hat der Verein mit vielen Höhen und Tiefen zu kämpfen. Von 2003 bis 2005 war der Deutsche Wolfgang Sidka Trainer des Vereins. Unter ihm lockte der Klub in Europa bekannte Spieler wie Gabriel Batistuta und Stefan Effenberg nach Katar. Zwar vollbrachte Sidka mit seiner Mannschaft gute Leistungen, zu einem Titel reichte es jedoch nicht. Nach Ablauf seines ersten Jahres bei al-Arabi wurde Sidka Trainer des Jahres in Katar. Ab Januar 2009 war erneut ein Deutscher, Uli Stielike, Trainer des Vereins. Unter ihm wurde die Saison 2008/09 auf dem siebenten Platz beendet. Im Folgejahr erfolgte die Verbesserung auf Rang drei. 2009/10 erreichte die Mannschaft das Finale um den Sheikh Jassim Cup. Dort bezwang man Lekhwiya mit 1:0. Im Folgejahr wiederholte sich dieser Erfolg unter Neu-Trainer Paulo Silas, nachdem man im Endspiel Umm-Salal SC mit 3:2 bezwingen konnte.
In den folgenden zehn Jahren gewann der Verein keinen Titel und wechselte häufiger den Trainer. Zwischen Juni 2011 und Dezember 2018 gab es 19 Trainerwechsel. Länger als sechs Monate waren in diesem Zeitraum lediglich Uli Stielike (Juni 2013 bis Februar 2014), Gianfranco Zola (Juli 2015 bis Juni 2016) und Luka Bonačić (November 2017 bis Oktober 2018) im Amt. Nur zweimal kam der Verein unter die ersten fünf der Liga. Von Dezember 2018 bis Juni 2021 war Heimir Hallgrímsson der Trainer des Vereins. Die Tabellensituation verbesserte sich für Al-Arabi allerdings nicht. Unter seinem Nachfolger Younes Ali kehrte der Erfolg zurück und der Verein wurde Vierter (2022) und Zweiter (2023) in der Liga, gewann 2022 den Qatar FA Cup und 2023 den Emir of Qatar Cup.
Der Verein pflegt eine Ligakonkurrenz zu Al-Sadd. Zwischen beiden Vereinen wurden bisher zahlreiche Titelkämpfe und Entscheidungen ausgetragen.

### Platzierungen
| Saison   | 2009 | 2010 | 2011 | 2012 | 2013 | 2014 | 2015 | 2016 | 2017 | 2018 | 2019 | 2020 | 2021 | 2022 | 2023 |
| -------- | ---- | ---- | ---- | ---- | ---- | ---- | ---- | ---- | ---- | ---- | ---- | ---- | ---- | ---- | ---- |
| Liga     | 1    | 1    | 1    | 1    | 1    | 1    | 1    | 1    | 1    | 1    | 1    | 1    | 1    | 1    | 1    |
| Position | 7    | 3    | 4    | 9    | 11   | 5    | 8    | 8    | 9    | 7    | 6    | 7    | 7    | 4    | 2    |

### Vereinserfolge

#### National
- Qatar Stars League

Meister 1983, 1985, 1991, 1993, 1994, 1996, 1997
- Emir of Qatar Cup

Gewinner 1978, 1979, 1980, 1983, 1984, 1989, 1990, 1993, 2023
- Sheikh Jassim Cup

Gewinner 2010, 2011
- Qatar FA Cup

Gewinner 2022

#### Kontinental
- AFC Champions League

Finalist 1995
- Pokal der Pokalsieger Asiens

Halbfinale 1993/94

### Spieler
Der Verein stellte bisher zehn Mal den Torschützenkönig der vergangenen Saison. Dabei konnte der einheimische Spieler Mubarak Mustafa dreimal diesen Titel gewinnen (1992, 1993, 1997). Die Spieler Ahmed Yaqoub (1985), Hassan Sabela (1987), Marco Antônio (1990, erster Nicht-Asiate mit dieser Auszeichnung), Richard Owebukeri (1996), Cláudio (1998) Gabriel Batistuta (2004) und Caboré (2010) schafften dies je einmal.

#### Aktueller Kader 2025/26
Stand: Juli 2025
| Nr. |           | Position | Name                 |
| --- | --------- | -------- | -------------------- |
| 2   | Katar     | AB       | Yousuf Muftah        |
| 3   | Katar     | AB       | Al-Hashmi Al-Hussain |
| 5   | Spanien   | AB       | Simo Keddari         |
| 6   | Katar     | MF       | Abdullah Maarafiya   |
| 7   | Spanien   | ST       | Pablo Sarabia        |
| 8   | Katar     | MF       | Ahmed Fathi          |
| 9   | Katar     | ST       | Mohamed Khaled Gouda |
| 10  | Spanien   | ST       | Rodri Sánchez        |
| 11  | Jordanien | ST       | Yazan Al-Naimat      |
| 14  | Kenia     | ST       | Michael Olunga       |
| 16  | Katar     | AB       | Abdulla Al-Salati    |
| 16  | Spanien   | MF       | Gerard Hernández     |
| 17  | Katar     | MF       | Salem Reda           |
| 19  | Senegal   | AB       | Issa Laye            |
| 20  | Katar     | MF       | Luiz Ceara           |

| Nr. |                            | Position | Name                  |
| --- | -------------------------- | -------- | --------------------- |
| 21  | Frankreich                 | MF       | Jordan Veretout       |
| 22  | Senegal                    | AB       | Abdou Diallo          |
| 23  | Palastina Autonomiegebiete | ST       | Hassan Aladin         |
| 24  | Katar                      | ST       | Abdullah Murisi       |
| 27  | Katar                      | MF       | Ahmad Moein Doozandeh |
| 30  | Katar                      | TW       | Mohamed Saeed         |
| 31  | Katar                      | TW       | Jasem Al-Hail         |
| 34  | Katar                      | MF       | João Pedro Darros     |
| 41  | Katar                      | AB       | Marwan Sherif         |
| 80  | Frankreich                 | ST       | Isaac Lihadji         |
|     | Katar                      | AB       | Hilal Mohammed        |
|     | Katar                      | TW       | Yousef Hassan         |
|     | Niederlande                | ST       | Mohamed Taabouni      |
|     | Katar                      | TW       | Amir Hassan           |
|     | Sudan                      | TW       | Ibrahim Bakri         |

#### Bekannte Spieler
| Name des Spielers     | Zeitraum  | Bemerkung |
| --------------------- | --------- | --- |
| Marco Antônio         | 1989–1990 | • 1989/90 Torschützenkönig der Qatar Stars League |
| Mubarak Mustafao      | 1990–2003 | • ehemaliger katarischer Nationalspieler • 1991/92, 1992/93 & 1996/97 Torschützenkönig der Qatar Stars League |
| Blaise Nkufo          | 1995–1996 | • ehemaliger Schweizer Nationalspieler • in Europa u. a. für 1. FSV Mainz 05, Hannover 96 und FC Twente Enschede aktiv |
| Stefan Effenberg      | 2003–2004 | • ehemaliger deutscher Nationalspieler • in der Bundesliga u. a. für FC Bayern München und Borussia Mönchengladbach aktiv |
| Gabriel Batistuta     | 2003–2005 | • ehemaliger argentinischer Nationalspieler • ehemaliger Rekordtorschütze Argentiniens • in Europa u. a. für AC Florenz und AS Rom aktiv • u. a. Südamerikas Fußballer des Jahres 1991 • 2003/04 Torschützenkönig der Qatar Stars League |
| Dennis Oliech         | 2003–2006 | • ehemaliger kenianischer Nationalspieler • in Europa u. a. für FC Nantes und AJ Auxerre aktiv |
| Taribo West           | 2004      | • ehemaliger nigerianischer Nationalspieler • in Europa u. a. für Inter Mailand, AJ Auxerre und 1. FC Kaiserslautern aktiv |
| Claudio Caniggia      | 2004–2005 | • ehemaliger argentinischer Nationalspieler • in Europa u. a. für Glasgow Rangers und AS Rom aktiv |
| Iván Hurtado          | 2005–2006 | • ehemaliger ecuadorianischer Nationalspieler |
| Tony Popovic          | 2006–2007 | • ehemaliger australischer Nationalspieler |
| João Tomás            | 2006–2007 | • ehemaliger portugiesischer Nationalspieler • in Europa u. a. für Benfica Lissabon und Betis Sevilla aktiv |
| Juan Carlos Arce      | 2007–2008 | • ehemaliger bolivianischer Nationalspieler |
| Yunis Mahmud          | 2008      | • ehemaliger irakischer Nationalspieler |
| Ashkan Dejagah        | 2014–2017 | • U21-Europameister 2009 mit Deutschland • ehemaliger iranischer Nationalspieler • in der Bundesliga für Hertha BSC und den VfL Wolfsburg aktiv                                                                                          |
| Wilfried Bony         | 2019      | • Nationalspieler der Elfenbeinküste • in Europa u. a. für Manchester City aktiv |
| Víctor Vázquez        | 2019      | • in Europa für den FC Barcelona und FC Brügge aktiv |
| Pierre-Michel Lasogga | 2019–2021 | • in der Bundesliga für Hertha BSC und den Hamburger SV aktiv |
| Aron Gunnarsson       | 2019–2024 | • ehemaliger isländischer Nationalspieler (u. a. EM 2016 als Kapitän) • in Europa u. a. für AZ Alkmaar, Coventry City und Cardiff City aktiv                                                                                             |
| Rafinha               | 2022–2024 | • ehemaliger brasilianischer Nationalspieler • in Europa u. a. für den FC Barcelona, Celta Vigo und Paris Saint-Germain aktiv |
| Marco Verratti        | 2023–2025 | • Europameister 2021 mit Italien • in Europa u. a. für Paris Saint-Germain aktiv |

### Trainer
| Name des Trainers   | Zeitraum              | Bemerkung                             |
| ------------------- | --------------------- | ------------------------------------- |
| Colin Addison       | 1992–1993             |                                       |
| Luis Santibáñez     | 2000                  |                                       |
| Wolfgang Sidka      | Nov. 2003–Jun. 2005   | • katarischer Trainer des Jahres 2004 |
| Ilie Balaci         | Mai 2005 – Mai 2006   |                                       |
| Henri Michel        | Jul. 2006 – Okt. 2006 | • nur drei Monate im Amt              |
| Abdullah Saad       | Okt. 2006 – Feb. 2007 |                                       |
| José Romão          | Feb. 2007 – Mär. 2008 |                                       |
| Adilson Fernandes   | Mär. 2008 – Apr. 2008 |                                       |
| Abel Braga          | Apr. 2008 – Jul. 2008 |                                       |
| Zé Mario            | Jul. 2008 – Dez. 2008 |                                       |
| Uli Stielike        | Jan. 2009–2010        |                                       |
| Péricles Chamusca   | 2010–2011             |                                       |
| Paulo Silas         | 2011 – Jan. 2012      |                                       |
| Pierre Lechantre    | Mär. 2012 – Sep. 2012 |                                       |
| Uli Stielike        | 2013–2014             |                                       |
| Dan Petrescu        | Jun. 2014 – Dez. 2014 |                                       |
| Gianfranco Zola     | 2015–2016             |                                       |
| Gerardo Pelusso     | 2016                  |                                       |
| Heimir Hallgrímsson | 2018–2021             |                                       |
| Younes Ali          | 2021–2023             |                                       |

## Handball
Im Handball stellt der Verein eine erste Herren-Mannschaft in der Handballliga Katar, der höchsten nationalen Spielklasse.

### Erfolge
Zu den Erfolgen zählen der Gewinn der nationalen Meisterschaft in den Spielzeiten 1982/1983 und 2019/2020. In der nationalen ersten Liga kamen dazu die zweiten Plätze in den Spielzeiten 1984/1985, 1987/1988, 1988/1989 und 1992/1993 sowie jeweils der dritte Platz in den Spielzeiten 1983/1984, 1985/1986 und 1999/2000.
Im November 2019 gewann die Mannschaft die 22. AHF Men’s Asian Club League Championship.

### Spieler und Trainer
Im Juli 2020 wurde Rafael Guijosa Trainer. Zu den bekannteren Spielern des Vereins gehören Danijel Šarić (seit 2019) und Frankis Carol Marzo (seit 2021).